# Le Maître d'escrime (film, 2015)
Pour les articles homonymes, voir Le Maître d'escrime (film, 1992) et Le Maître d'escrime.
Pour plus de détails, voir Fiche technique et Distribution.
Le Maître d'escrime (en finnois : Miekkailija ; en estonien : Vehkleja) est un drame finno-estonien-allemand écrit par Anna Heinämaa d'après l'histoire véridique de l'escrimeur et entraîneur estonien Endel Nelis, réalisé par Klaus Härö et sorti en 2015 sous le titre The Fencer.
Le film est sélectionné comme entrée finlandaise afin de concourir pour l'Oscar du meilleur film en langue étrangère à la 88e cérémonie des Oscars qui s'est déroulée en 2016. Il fait partie des neuf films retenus dans la liste de décembre, mais n'est pas nommé pour la cérémonie.

## Synopsis
En 1952, un escrimeur arrive dans la petite ville de Haapsalu, à l'époque en République socialiste soviétique d'Estonie. Il obtient un poste de professeur de sport et doit proposer une activité sportive à ses élèves. Le ski semble tout indiqué, mais on lui retire son matériel. Le hasard va donc faire qu'il commencera à enseigner l’escrime aux enfants, filles et garçons. Malgré les réticences du directeur de l'école et des premiers contacts parfois difficiles avec les enfants, mais avec le soutien d'un grand-père, d'une collègue, et des parents d'élèves, il se prend au jeu de cet enseignement. Son passé et les raisons de son exil à la campagne vont néanmoins le mettre en danger lorsqu'il consent à emmener les apprentis bretteurs à un tournoi, à Leningrad.

## Fiche technique
- Titre : Le Maître d'escrime
- Titre original : Miekkailija
- Réalisation : Klaus Härö
- Scénario : Anna Heinämaa
- Musique : Gert Wilden Jr.
- Photographie : Tuomo Hutri
- Montage : Ueli Christen et Tambet Tasuja
- Production : Kaarle Aho et Kai Nordberg
- Société de production : Making Movies Oy, Allfilm et Kick Film
- Pays de production :  Finlande,  Estonie et  Allemagne
- Genre : Biopic, drame et historique
- Durée : 99 minutes
- Date de sortie : 
  - Finlande : 13 mars 2015

## Distribution
- Märt Avandi : Endel
- Ursula Ratasepp : Kadri
- Lembit Ulfsak : le grand-père de Jaan
- Kirill Käro : Alexeï
- Kaarle Aho : un juge
- Kai Nordberg : un juge
- Maria Avdiouchko : une employée à Léningrad
- Leida Rammo : une hôtesse de la pension
- Hendrik Toompere Sr. : le principal
- Piret Kalda : la mère de Jaan
- Egert Kadastu : Toomas
- Jaak Prints : l'assistant du principal
- Liisa Koppel : Marta
- Joonas Koff : Jaan
- Alexandre Okounev : l'agent du MGB
- Svetlana Trynova : une escrimeuse
- Ann-Lisett Rebane : Léa

## Distinctions

### Récompenses
- Jussi du meilleur film

### Nominations
- Golden Globes 2016 : meilleur film en langue étrangère